# حرب فيتنام (1954–1959)
```
بعد 
حرب الهند الصينية الأولى
، أسفرت هذه الفترة عن هزيمة عسكرية للفرنسيين، واجتماع جنيف عام 1954 الذي قسم 
فيتنام
 إلى شمال وجنوب، وانسحاب فرنسا من فيتنام، تاركًا نظام 
جمهورية فيتنام
 يقاتل التمرد الشيوعي بمساعدة 
الولايات المتحدة الأمريكية
. خلال هذه الفترة، تعافت فيتنام الشمالية من جروح الحرب، وأعيد بناؤها على الصعيد الوطني، وتجهّزت استعدادًا للحرب المتوقعة. تميزت هذه الفترة بدعم الولايات المتحدة لفيتنام الجنوبية قبل 
خليج تونكين
، فضلًا عن بناء البنية التحتية الشيوعية.
```

انتهت الفترة بمفاوضات رئيسية، لكن المناقشات الرسمية بدأت في وقت مبكر من عام 1950، مع اجتماعات أقل رسمية أثناء وبعد الحرب العالمية الثانية مباشرة. منحت فرنسا استقلالًا ذاتيًا محدودًا في فبراير 1950، والدول المنتسبة من الهند الصينية (فيتنام ولاوس وكمبوديا) داخل الاتحاد الفرنسي. وُقّعت اتفاقية التمكين بين الدول الخمس في 23 ديسمبر 1950، وكانت شرطًا أساسيًا للمساعدة الأمريكية المباشرة إلى الهند الصينية.

## بعثات الولايات المتحدة إلى الهند الصينية
بدأت المساعدة الأمريكية للقوات غير الشيوعية في المنطقة في عام 1950، سواء بالمواد أو بمساعدة الفرنسيين الذين يقومون بالتدريب الأساسي. كان عليها انتظار المساعدة الأمريكية التي كانت تدار من قبل المجموعة الاستشارية للمساعدة العسكرية، الهند الصينية، التي تأسست في أكتوبر 1950 تحت قيادة العميد فرانسيس جي برينك، ثم اللواء ترابنيل.
ابتداءً من عام 1952، قام ضابط أعلى رتبة، وهو جون دبليو أودانيال، القائد العام للجيش الأمريكي في المحيط الهادئ، بثلاث رحلات لتقصي الحقائق إلى فرنسا، بعد وفاة المارشال جان دي لاتر دي تيني بسبب السرطان، استُبدلَ بالجنرال راؤول سالان في 1 أبريل 1952، وبعد أن خلف الجنرال هنري يوجين نافار الجنرال سالان في مايو من العام التالي. بينما لم يكن له أي تأثير على العمليات الفرنسية.  كان أودانيال قائد فرقة خلال الحرب الكورية، لذلك لم يكن معروفًا منذ أن كان للفرنسيين قوات في تلك الحرب.
ومع ذلك، تغيرت العلاقات مع كل من الفرنسيين والفيتناميين مع الهزيمة الفرنسية والانسحاب التدريجي. لم ينسحب المدربون الفرنسيون فجأة في عام 1954 بعد اتفاقيات جنيف، وبالفعل كانت هناك رغبة فرنسية في الاستمرار في تدريب الفيتناميين الجنوبيين. قد يكون الفخر جزءًا من هذا والرغبة في الحفاظ على النفوذ الفرنسي جزئيًا.
ربما أدى انسحاب فرنسا المؤلم إلى عدم تعاونها في ترتيبات الدفاع الأوروبية التي شملت الولايات المتحدة. رفضت فرنسا مجموعة الدفاع الأوروبية في 30 أغسطس 1954، ربما لشكر السوفييت على المساعدة في جنيف. لكن من المؤكد أن العديد من الفرنسيين كانوا مقتنعين بأن الولايات المتحدة والمملكة المتحدة لم تقدما دعمًا كافيًا لفرنسا خلال المراحل الأخيرة من الحرب، وفي المؤتمر. ومن المؤكد بنفس القدر أن السياسة الأمريكية في أعقاب جنيف أدت إلى نفور عاطفة الولايات المتحدة في فرنسا على نطاق واسع، وخلقت انعدام الثقة الذي ترجمته أزمة السويس في صيف عام 1956 إلى انعدام ثقة صريح.
حُلّت جميع التوترات السابقة لقضيتين محوريتين بين الولايات المتحدة وفرنسا. كان السؤال الأول هو كيف ومن سيتم تدريب القوات المسلحة الفيتنامية. بالإضافة إلى ذلك، حددت اتفاقيات جنيف عدد المستشارين الذين يمكن تعيينهم، وحددت أنه يمكن استبدال المعدات، ولكن لم تُعطَى كميات إضافية. جرى تجاهل هذه الاتفاقيات من قبل الجميع.
والثاني، والأبعد مدى، هو ما إذا كان نجو أونه ديم سيبقى على رأس الحكومة الفيتنامية، أو ما إذا كان سيحل محله زعيم قومي آخر أكثر تعاطفًا مع فرنسا. حُلّت المشكلة الأولى بسرعة نسبية. أبرم الجنرال كولينز اتفاقية مع الجنرال إيلي في فيتنام وافقت بموجبها فرنسا، على الرغم من الشكوك الجادة في باريس، على تسليم تدريب الجيش الفيتنامي إلى الولايات المتحدة وسحب الكوادر الفرنسية.
واجه الموظفون الأمريكيون الذين يتعاملون مع حكومة فيتنام صعوبة في فهم السياسة. لم يكن الدبلوماسيون يحصلون على معلومات واضحة في عام 1954 وأوائل عام 1955، لكن محطة وكالة المخابرات المركزية كان لديها ولا تملك تفويضًا أو مهمة لإجراء استخبارات وتجسس منهجي في الدول الصديقة، وبالتالي تفتقر إلى الموارد اللازمة لجمع وتقييم الكميات الكبيرة من المعلومات المطلوبة بشأن القوى السياسية والفساد والصلات وما إلى ذلك.
أيضًا، بعد نهاية الحكم الفرنسي، أصبحت لاوس مستقلة، ولكن مع صراع هناك بين الفصائل السياسية، مع محايدين يترأسون الحكومة وتمرد باثيت لاو القوي. لاوس، التي لم يكن لها أيضًا تدخل عسكري أجنبي وفقًا لاتفاقية جنيف، سرعان ما كانت بدايات التدخل الأمريكي بالإضافة إلى الآثار المستمرة لرعاية فيتنام الشمالية لاتفاقية لاو.

## الاستراتيجية الشيوعية
في قسم بعنوان بقايا فيت مينه، استشهد تقرير مكتب وزير الدفاع بفريق عمل فيتنام أو أوراق البنتاغون بدراسة، وفقًا لمحللين أمريكيين، أخبروا قصصًا متسقة عن كونها نظرًا لأدوار البقاء وراء من قبل قيادة فييت مينه في اتجاه الشمال. أُعطي بعضهم أدوارًا سياسية، بينما طُلب من آخرين انتظار الأوامر:
من الواضح تماما أنه حتى النشطاء لم يتلقوا تعليمات بتنظيم وحدات لحرب العصابات، بل التحريض سياسيا من أجل انتخابات جنيف الموعودة، وتطبيع العلاقات مع الشمال.  لقد حصلوا على الكثير من الطمأنينة من وجود المحكمة الجنائية الدولية، وحتى منتصف عام 1956، تمسك معظمهم بالاعتقاد بأن الانتخابات ستُعقد. لقد أصيبوا بخيبة أمل من ناحيتين: لم تُجرى الانتخابات الموعودة فحسب، بل رُفض العفو الذي أكدته تسوية جنيف، وطاردتهم الحملة المناهضة للشيوعية. بعد عام 1956، ذهب معظمهم إلى العمل في الخفاء.
كانت الفترة الممتدة من هدنة 1954 حتى 1958 هي الفترة الأكثر ظلمة بالنسبة لجنوب فيتنام. لا يمكن تنفيذ سياسة التحريض السياسي التي اقترحها الحزب الشيوعي بسبب اعتقال عدد من أعضاء الحزب من قبل السلطات. قُلّصت حركة التحريض الشعبية. ومع ذلك، فقد استمر النظام التنظيمي للحزب من المستويات الأعلى إلى الأدنى، وبما أن الحزب ظل قريبًا من الشعب، لم تُقمَع أنشطته بالكامل. في عام 1959، جمع الحزب بين التحريض السياسي وعملياته العسكرية، وبحلول نهاية عام 1959، كانت العمليات المشتركة تتقدم بسلاسة.

## الاستراتيجية الجنوبية
بعد التقسيم، عمل الجنوب على تحديد الهوية. كان الجوهر بوذيًا، ولكن كان لديها أيضًا عدد من المجموعات المؤثرة، بعضها ديني والبعض الآخر يتولى السلطة ببساطة. الآن، انضم مئات الآلاف، ما يقرب من مليون لاجئ شمالي، معظمهم من الكاثوليك، إلى نحو 5 ملايين نسمة في الجنوب.

وبحسب ما ورد شعر غي لو شامبر، الوزير الفرنسي للدول المنتسبة (أي فيتنام ولاوس وكمبوديا) بأن ديم سيقود البلاد إلى كارثة، ولكن بما أن الولايات المتحدة قد دعمته بشكل واضح:
نفضل الخسارة في فيتنام مع الولايات المتحدة على الفوز بدونها … نفضل دعم ديم مع العلم أنه سيخسر وبالتالي الحفاظ على التضامن الفرنسي الأمريكي بدلًا من اختيار شخص يمكنه الاحتفاظ بفيتنام للعالم الحر إذا كان هذا يعني كسر التضامن الفرنسي الأمريكي.